# Toplița Mureșului, Hunedoara
Toplița Mureșului este un sat în comuna Certeju de Sus din județul Hunedoara, Transilvania, România.

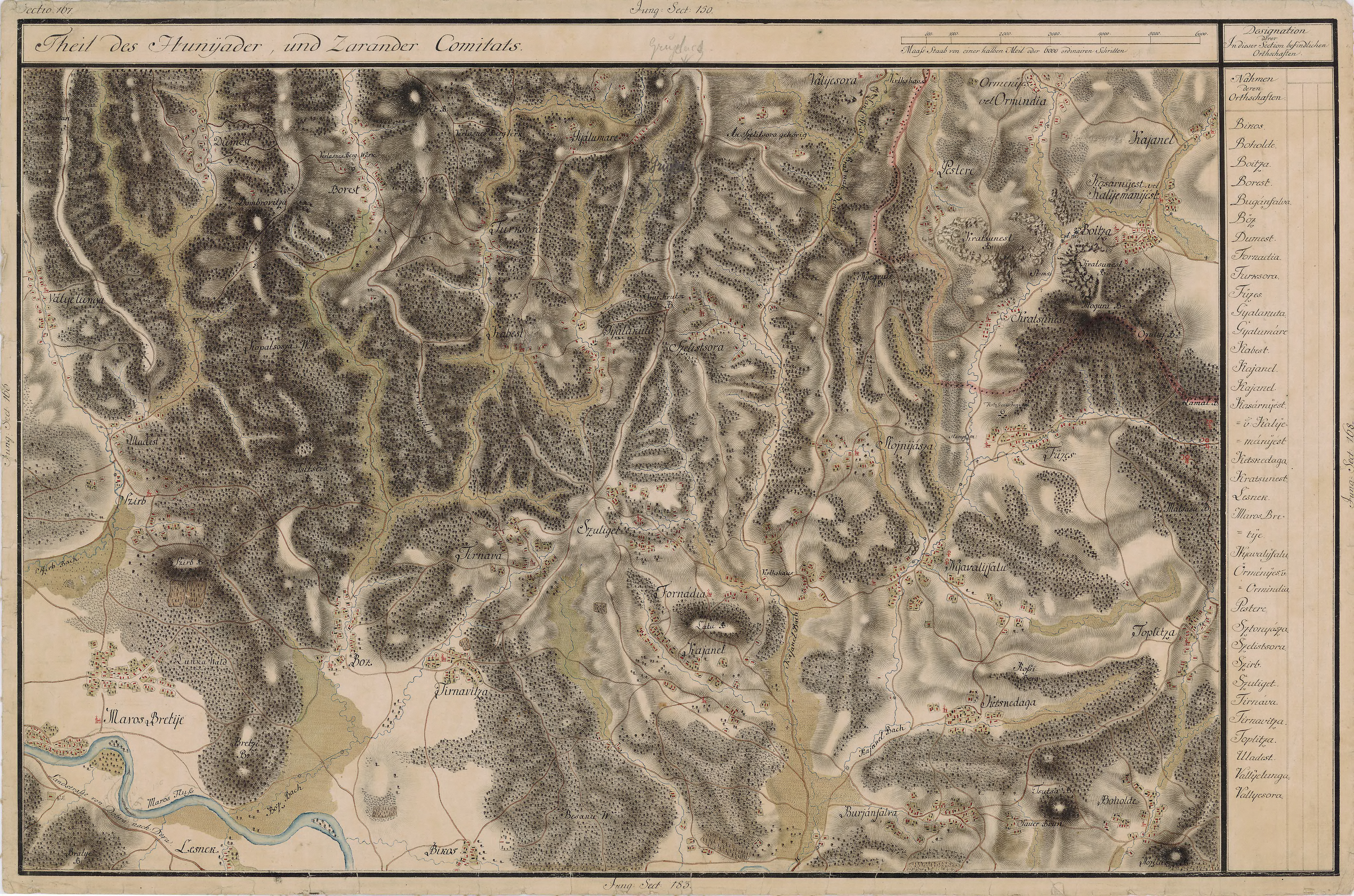
Toplița Mureșului în Harta Iosefină a Transilvaniei, 1769-1773